# Getxo

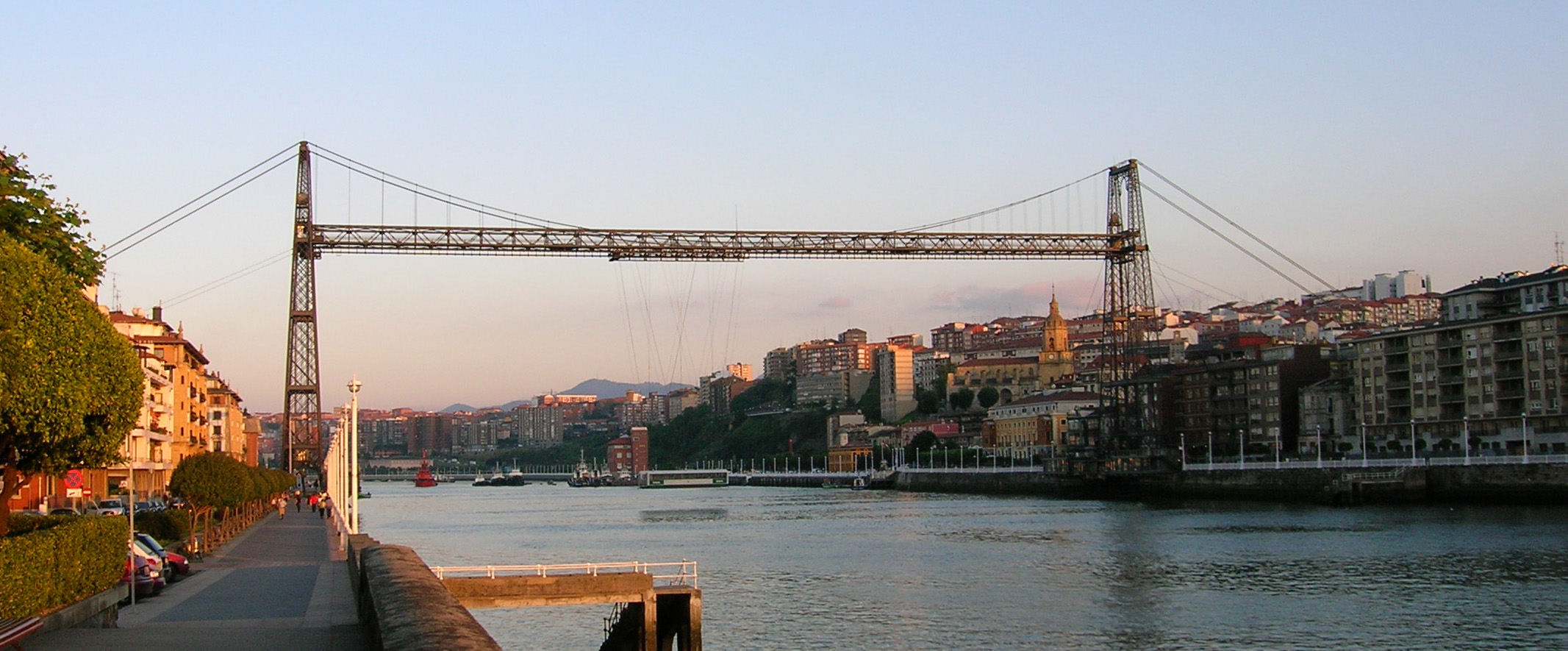
Världsarvet Biscayabron som binder samman Getxo med Portugalete.

Getxo (baskiskt uttal: [getʃo], spanska: Guecho) är en kommun i provinsen Biscaya i den autonoma regionen Baskien i norra Spanien. Den ligger vid Biscayabukten, i Bilbaos storstadsområde. Kommunen har 75 981 invånare (2024), på en yta av 11,87 km². Kommunens huvudort är Algorta med 37 726 invånare (2023).